# Christoph Kornschober
Christoph Kornschober (* 19. März 1979 in Graz, Österreich) ist ein österreichischer Film- und Theaterschauspieler.

## Biografie
Kornschober wuchs in gutbürgerlichen Verhältnissen auf; sein Vater Günther Kornschober ist Lehrer an einer steirischen Berufsschule in Feldbach.
Nach der Matura studierte er Schauspiel an der Kunstuniversität Graz und nahm an verschiedenen Workshops teil, unter anderem auch an der Valmar Academy in Los Angeles. Am Grazer Schauspielhaus hatte er erste Arrangements. 1999 verkörperte er bei Klinikum Berlin Mitte einen Drogenabhängigen.
Sein erstes öffentliches Interesse erregte er 2000, als er Kandidat bei der österreichischen Realityshow Taxi Orange wurde.
Christoph Kornschober, der in Berlin lebt, wird von einer Münchner Agentur aus dem Verband deutscher Schauspieler vertreten.

## Filmografie
- 1999: Klinikum Berlin Mitte
- 2005–2006: Julia – Wege zum Glück, als Niko Becker
- 2007: Ahornallee, als Stefan Winterberg
- 2007: Der Bibelcode (internationale Koproduktion) als Hans Buresch

## Theaterarbeit
- Peer Gynt (Henrik Ibsen)
- Drei Schwestern (Tschechow)
- Volksvernichtung (Schwab)
- Faust (Goethe)
- Prinz von Homburg (Kleist)
- Die Gerechten (Albert Camus)
- Trainspotting (Irvine Welsh)
- Die bestrafte Spröde (Lope de Vega)
- Das Kalte Kind (Marius von Mayenburg)